# All Apologies
All Apologies is een nummer van de Amerikaanse grungeband Nirvana uit 1994. Het werd samen met het nummer "Rape Me" als dubbele A-kant als single uitgebracht, en is daarmee de tweede single van Nirvana's derde en laatste studioalbum In Utero.
Het nummer werd een klein hitje in Noord-Amerika, op de Britse eilanden, in Frankrijk en in Polen. In de Amerikaanse Billboard Hot 100 haalde "All Apologies" een bescheiden 45e positie. Ondanks dat het nummer in Nederland geen hitlijsten bereikte, verwierf het er wel populariteit en stond het in 2016 en 2017 genoteerd in de Radio 2 Top 2000.
In 1994 verscheen er ook een akoestische versie van het nummer op Nirvana's akoestische livealbum MTV Unplugged in New York, dat werd uitgebracht na het overlijden van zanger Kurt Cobain.

## NPO Radio 2 Top 2000
| Nummer met noteringen in de NPO Radio 2 Top 2000 | '16  | '17  | '18  | '19  | '20  | '21  |
| ------------------------------------------------ | ---- | ---- | ---- | ---- | ---- | ---- |
| All Apologies                                    | 1912 | 1909 | 1939 | 1969 | 1944 | 1933 |

1. ↑  Een vetgedrukt getal geeft de hoogste notering aan.
2. ↑  2016 was het eerste jaar met een notering voor dit nummer.
3. ↑  Deze tabel is bijgewerkt tot en met de laatste editie (2024).